# تعداد الخلايا

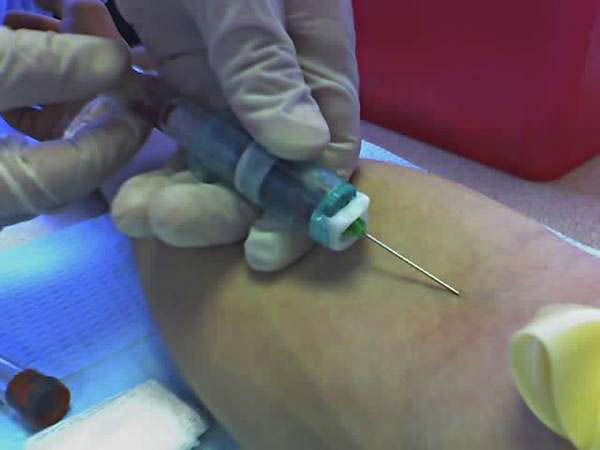
تعداد الخلايا هي الأدوات التي تعد خلايا الدم في اختبار الدم المشترك

تعداد الخلايا أو عَدُّ الخلايا (بالإنجليزية: Cytometry)‏ هو قياس خصائص الخلايا. المتغيرات التي يمكن قياسها بطرق تعداد الخلايا تشمل حجم الخلية، عدد الخلية، مورفولوجيا الخلية (الشكل والبنية)، مرحلة دورة الخلية، محتوى الحمض النووي، ووجود أو عدم وجود بروتينات محددة على سطح الخلية أو في السيتوبلازم. يستخدم القياس الخلوي في تحديد خصائص وعد خلايا الدم في اختبارات الدم الشائعة مثل: العد الكامل للدم، وبطريقة مماثلة، يستخدم قياس الخلايا أيضا في أبحاث علم الأحياء الخلوي وفي التشخيصات الطبية لوصف الخلايا ضمن نطاق واسع من التطبيقات المرتبطة بالأمراض مثل السرطان والإيدز.

## أجهزة تعداد الخلايا

### مقياس التصوير الخلوي
مقياس التصوير الخلوي هو أقدم شكل من أشكال القياس الخلوي. تعمل المقاييس التصويرية الخلوية من خلال التصوير الحاسوبي لعدد كبير من الخلايا باستخدام المجهر البصري، قبل التحليل، تكون الخلايا مصبوغة (مُلطخة) عادةً لتعزيز التباين أو الكشف عن جزيئات محددة عن طريق تسميتها بالملونات التألقية (الفلوروكرومات). تقليديا، يتم النظر إلى الخلايا في إطار مقياس الدم للمساعدة في العد اليدوي.
منذ إدخال الكاميرا الرقمية في منتصف التسعينات، ارتفع مستوى التشغيل الآلي لمقاييس التصوير الخلوية بشكل مطرد. وقد أدّى ذلك إلى التوافر التجاري لمقاييس التصوير الخلوي الآلية، تتراوح من عدّادات الخلايا البسيطة إلى نظم الفحص المتطورة عالية المحتوى.

### مقياس التدفق الخلوي
نتيجة للصعوبات المبكرة في التشغيل الآلي للمجهر، ومنذ منتصف الخمسينيات، أصبح مقياس التدفق الخلوي عبارة عن جهاز قياس تدفق خلوي مهيمن. تعمل مقاييس التدفق من خلال محاذاة الخلايا المفردة باستخدام تقنيات التدفق. تتميز الخلايا بصرياً أو باستخدام طريقة المقاومة الكهربائية التي تسمى مبدأ كولتر. لاكتشاف جزيئات محددة عندما تكون مميزة بصريا، في معظم الحالات تكون الخلايا ملطخة بنفس النوع من الفلوروكرومات التي تستخدمها مقاييس التصوير الخلوية. توفر مقاييس التدفق الخلوي بشكل عام بيانات أقل من مقاييس التصوير الخلوي، ولكن لديها إنتاجية أعلى بكثير.

### فرز الخلايا
فرز الخلايا هو عبارة عن مقاييس التدفق الخلوية القادرة على فرز الخلايا حسب خصائصها. يتم تحقيق الفرز باستخدام تقنية مشابهة لما هو مستخدم في الطابعات النافثة للحبر. يتفكك تيار السائل إلى قطرات بواسطة اهتزاز ميكانيكي. ثم تُشحن القطرات كهربائيا وفقا لخصائص الخلية الواردة في القطرة. اعتمادا على شحنتهم، يتم أخيراً تحويل القطرات من قبل حقل كهربائي إلى حاويات مختلفة.

### مقياس الخلايا الفاصل الزمني
أحد الخصائص الرئيسية للمقاييس الخلوية الفاصلة الزمنية هو استخدامها لمصادر الضوء غير المولدة للحرارة مثل الثنائيات الباعثة للضوء. وهذا يسمح لوضع مقياس الخلايا الفاصل الزمني داخل حاضنة زراعة الخلايا التقليدية لتيسير المراقبة المستمرة للعمليات الخلوية دون بناء الحرارة داخل الحاضنة.

## تاريخ

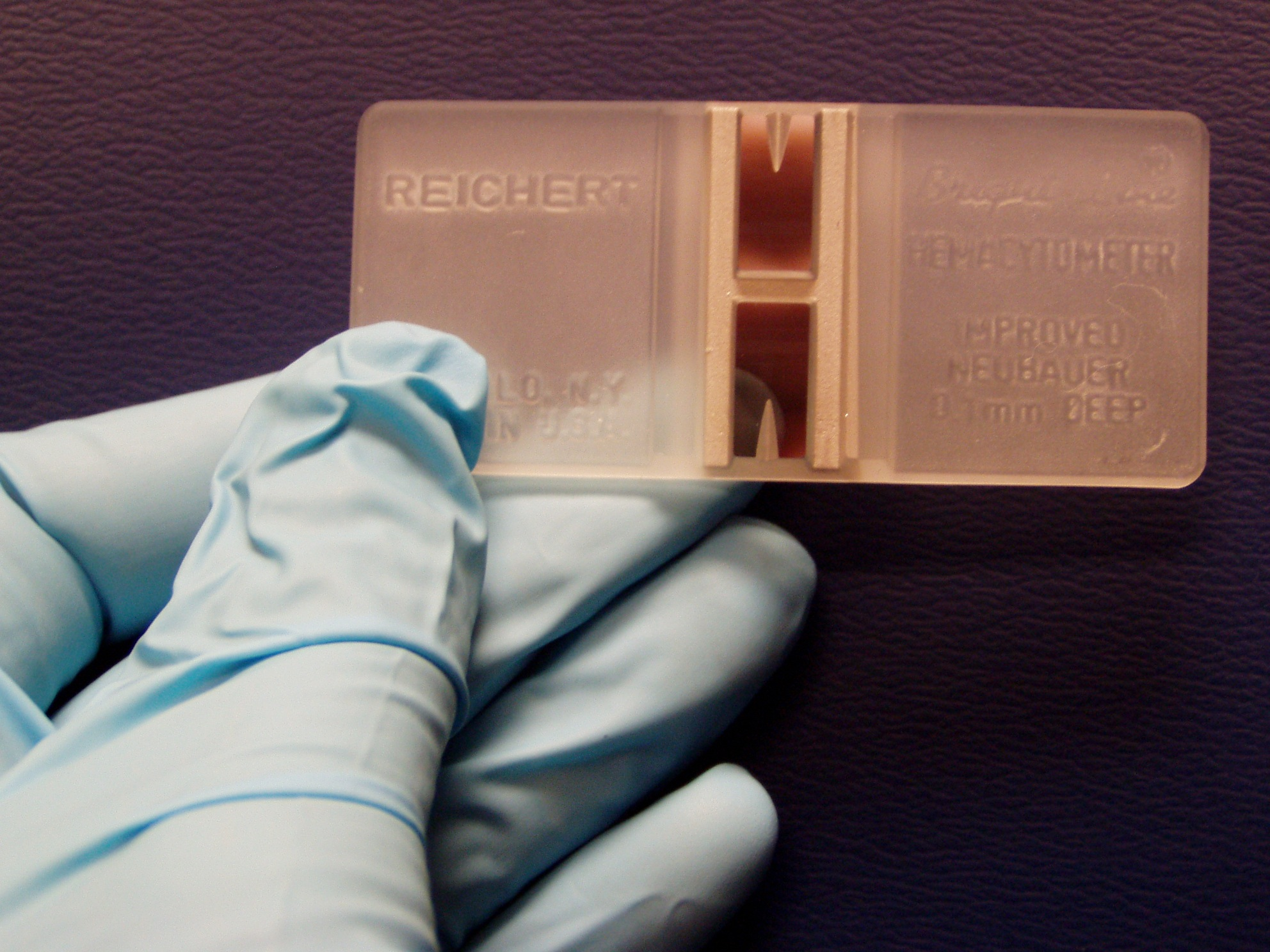
عدّاد خلايا الدم

### عدّاد خلايا الدم
يرتبط التاريخ المبكر لقياس الخلايا ارتباطا وثيقا بتطور خلية الدم. من خلال أعمال كارل فون فييرودت، لويس - تشارلز مالاسيس، كارل بوركر وآخرون يمكن قياس تركيز خلايا الدم بدقة في أواخر القرن التاسع عشر باستخدام غرفة عد خلايا الدم، جهاز قياس الدم، ومجهر بصري.
حتى الخمسينيات من القرن الماضي كان مقياس الدم هو الطريقة القياسية لحساب خلايا الدم. في تطبيقات عد خلايا الدم. تم الآن استبدال مقياس الدم بالخلية الإلكترونية. ومع ذلك، فإن مقياس الدم لا يزال يستخدم لحساب الخلايا في مختبرات زراعة الخلايا. على التوالي المهمة اليدوية للعد، باستخدام المجهر يتم الاستيلاء عليها بواسطة مقاييس تصوير خلوية تلقائية صغيرة.

### مجهر فلوري
في عام 1904، قام موريتز فون روهر وأغسطس كولر في كارل زيس في جينا ببناء أول مجهر فوق البنفسجي. وكان القصد من المجهر هو الحصول على درجة أعلى من الاستبانة البصرية باستخدام الإضاءة بأطوال موجية أقصر من الضوء المرئي. ومع ذلك، فقد واجهوا صعوبات في التألق الذاتي (Autofluorescence) عند مراقبة المواد البيولوجية. لحسن الحظ، رأى كولر إمكانات الفلورية (Fluorescence). تم تطوير تقنية تصفية لضوء استثارة الفلورية (Fluorescence) من قبل هاينريش ليهمان في زايس عام 1910، على أساس العمل الذي أدلى به روبرت وود. ومع ذلك، فإن "Lumineszenzmikroskop" الذي طوره كان في المرتبة الثانية فقط في السوق، بعد تلك التي طورها بشكل مستقل أوسكار هيمستات الذي عمل في سي ريكهرت (C Reichert)، Optische Werke AG في فيينا، التي هي اليوم جزء من لايكا مايكرو سيستمز (Leica Microsystems).

### مقياسٌ ضوئِيٌ خَلَويّ
بحلول أوائل الثلاثينات، قامت شركات مختلفة بتصنيع مجهرات فلورية فوق البنفسجية. تم إعداد المرحلة للمقياس الخلوي الآن لتجاوز مقياس الدم المنشأ الآن. في هذا الوقت، عمل توربيورن كاسبرسون في معهد كارولينسكا في ستوكهولم، طور سلسلة من الأجهزة الأكثر تطورا تدريجيا تسمى مقاييس ضوئية خلوية، وقد جمعت هذه الأجهزة بين المجهر الفلوري مع مقياس ضوئي لتحديد كمية الأحماض النووية الخلوية وعلاقتها بنمو الخلايا ووظيفتها. يبدو جهاز كاسبرسون المبكر الآن بدائياً بشكل ميئوس منه. ولكن، حتى هذا الجهاز البدائي حصل على نتائج، وجذب انتباه الباحثين الآخرين. أجريت العديد من التطورات في علم الخلية التحليلي (Analytical cytology) منذ أربعينات القرن الماضي وما بعده بواسطة أشخاص قاموا بالسفر إلى ستوكهولم.

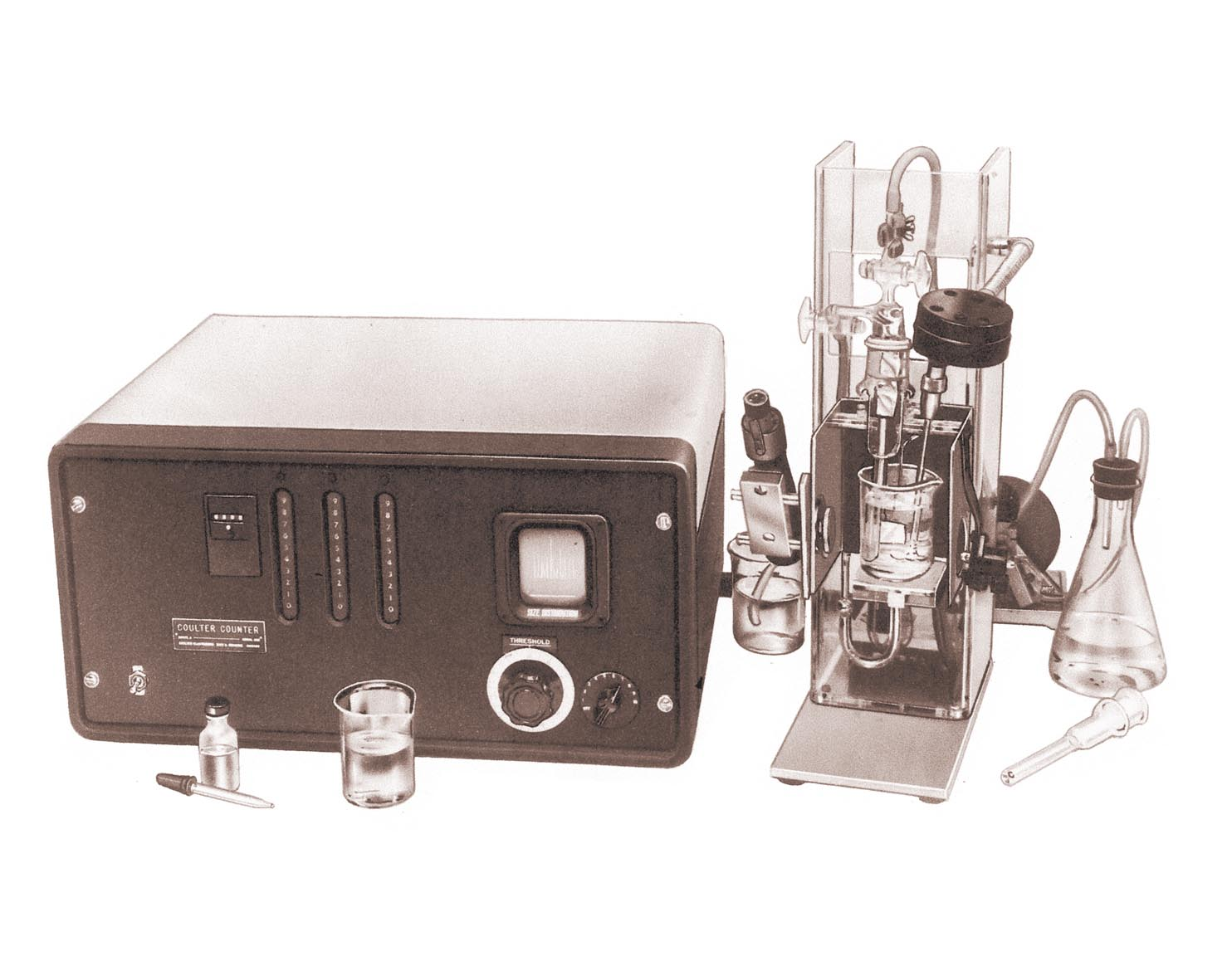
عدّاد كولتر موديل A مقياس التدفق التجاري الأول

### مقياسٌ ضوئِيٌ خلويّ نبضي
جرت المحاولات الأولى لأتمتة عد الخلايا حول الحرب العالمية الثانية. غوكر وآخرون قاموا ببناء جهاز للكشف عن البكتيريا في الأيروسولات. بَنى لاغركرانتز عدّاد الخلايا الآلي على أساس الفحص المجهري وحدد الصعوبات في محاذاة الخلايا التي يتم عدها بشكل فردي باستخدام المجهر، كما اقترح مولدافان في عام 1934. واجه جوزيف والاس كولتر هذه الصعوبات باختراع مبدأ استخدام معوقات كهربائية في العد وحجم الجزيئات المجهرية المعلقة في سائل. يعرف هذا المبدأ اليوم بمبدأ كولتر وكان يستخدم في عداد خلايا الدم الألي الذي أصدرته شركة كولتر للإلكترونيات في عام 1954. وكان «عداد كولتر» أول مقياس تدفق خلوي تجاري.
خلال الستينات ديتريش، طوَّر غودي وكامنتسكي التصميم الذي كان رائدا من قبل كاسبرسون 30. تم بناء المقياس النبضي الخاص بديتريش وغودي حول المجهر الفلوري Zeiss، وتم تسويقها كبرنامج المقارنات الدولية رقم 11 (ICP 11) من قبل شركة بارتش جي بي اتش في عام 1968. تم تسويق جهاز كامينتسكي بواسطة نظام بيو/فيزيائي (Bio/Physical Systems Inc) . كما المخطط الخلوي في عام 1970. هذه الأجهزة كانت قادرة على عد الخلايا، مثل عداد كولتر في وقت سابق. ولكن الأهم من ذلك، أنها أيضا قادرة على قياس الخصائص الخلوية. ومع ذلك، فإن المقاييس الضوئية الخلوية المبكرة هذه تعتمد على الفحص المجهري.

### مقياس التدفق الخلوي
عام 1953 نشر كروسلاند تايلور محاولة فاشلة لعد خلايا الدم الحمراء باستخدام المجهر الذي حل فيه مشكلة محاذاة الخلايا باستخدام سائل الغمد للتركيز الهيدروديناميكي للخلايا. في أواخر الستينات، قام فان ديلا في مختبر لوس ألاموس الوطني ببناء أول مقياس ضوئي خلوي غير مجهري. فعل ذلك من خلال الجمع بين طفرة كروسلاند - تايلور والأصباغ الفلورية التي تم تطويرها أصلا للفحص المجهري ونظام الكشف الفلوري باستخدام الليزر__ جهاز قياس التدفق كما نعرفه اليوم.فولويلر، في لوس ألاموس أيضا، يجمع بين مبدأ كولتر وتكنولوجيا طابعة نفث الحبر المستمرة لإنشاء أول فرز للخلايا في عام 1965.
في عام 1973 تابع ستاينكامب والفريق في لوس ألاموس فرز الخلية القائمة على الفلورية (flourescence).
في عام 1978، في مؤتمر المؤسسة الهندسية الأمريكية في بينساكولا، فلوريدا، تم تغيير اسم قياس الخلايا النبضي إلى قياس الخلايا المتدفق، مصطلح سرعان ما أصبح شعبياً. عند هذه النقطة كان مقياس الخلايا النبضي قد تطور إلى الشكل الحديث من مقياس الخلايا المتدفقة، بقيادة فان ديلا قبل عشر سنوات.